# Weinbauzone
Die gesamte Rebfläche in den Weinbaugebieten der Europäischen Union ist per EU-Verordnung Nr. 1308/2013 nach klimatischen Kriterien in insgesamt sieben Weinbauzonen aufgeteilt. Dies sind die Hauptzonen A, B, und C. Die Hauptzone C wird weiterhin in die fünf Subzonen CIa, CIb, CII, CIIIa und CIIIb unterteilt. Das kälteste Klima herrscht in der Zone A. Die Zone CIIIb hat das wärmste Klima.
Für die Winzer gelten in den verschiedenen Zonen unterschiedliche Vorschriften in Bezug auf Mostgewicht, Anreicherung und Säuern, bzw. Entsäuern des Weines. Es gibt Bestrebungen, die Einteilung auf drei Zonen Nord, Mitte und Süd zu vereinfachen. Dabei werden die Mindestanforderungen an den Wein in der nördlichen Zone voraussichtlich erhöht.
Die deutschen Weinbaugebiete gehören zusammen mit dem Weinbaugebiet Luxemburg zur Weinbauzone A – mit Ausnahme von Baden, welches zusammen mit den französischen Weinbaugebieten Elsass, Lothringen, Champagne, Jura, Savoie und Loire-Tal zur Weinbauzone B gehört.
Auf dem amerikanischen Kontinent gibt es nur in Kalifornien eine ähnlich genaue Einteilung in verschiedene Klimazonen.

## Definition der Weinbauzonen
Die genaue Einteilung der europäischen Weinbauzonen lautet wie folgt:
- Zone A, die kühlste der Zonen, beinhaltet mit Ausnahme des Weinbaugebiets Baden alle anderen Gebiete Deutschlands. Darüber hinaus gehören die Weinberge Luxemburgs, Belgiens, der Niederlande und des Vereinigten Königreiches Großbritannien und Nordirland sowie aller skandinavischen Länder zur Zone A.
- Zone B, neben dem Gebiet von Baden liegen alle Weinbaugebiete Österreichs in dieser Zone. In Frankreich zählen die Regionen Elsass, Champagne, Jura, Loire, Lothringen und Savoie dazu.
- Zone C, die wärmste Zone, ist in folgende Subzonen aufgeteilt:
  - Zone C I a. In Frankreich zählen die Regionen Bordeaux, Burgund, Provence, Rhône und Sud-Ouest dazu. Darüber hinaus wurden einige Gebiete im nördlichen Spanien sowie ein Großteil der portugiesischen Regionen hier eingeordnet.
  - Zone C I b, mit einem kleinen Teil der nördlichen Anbaugebiete Italiens.
  - Zone C II beinhaltet die Anbauflächen des Languedoc-Roussillon sowie die meisten der nördlichen Gebiete Italiens und Spaniens.
  - Zone C III a gilt für den kühleren Teil der griechischen Anbaugebiete
  - Zone C III b gilt für französische Flächen am Mittelmeer sowie für Korsika, den Süden Italiens und Spaniens, den wärmsten Gebieten Portugals sowie für den überwiegenden Teil Griechenlands.